# La calma
La calma – jedenasty album studyjny hiszpańskiej piosenkarki Pastory Soler, wydany 15 września 2017 przez wytwórnię Warner Music Spain.
Płyta składa się z jedenastu kompozycji, w których dominującym gatunkiem jest pop. Producentem albumu był Pablo Cebrián. Autorami piosenek na płycie byli m.in. Tony Sánchez-Ohlsson, Thomas G:son czy Vanesa Martín. Wydawnictwo promowały single „La tormenta” oraz „Ni una más”.
Album znalazł się na 1. miejscu na oficjalnej hiszpańskiej liście sprzedaży.

## Lista utworów
| Nr  | Tytuł                       | Autorzy                                                  | Czas  |
| --- | --------------------------- | -------------------------------------------------------- | ----- |
| 1.  | „Vuelves a la vida”         | Thomas G:son, Tony Sánchez-Ohlsson                       | 3:38  |
| 2.  | „La tormenta”               | Thomas G:son, Tony Sánchez-Ohlsson                       | 3:39  |
| 3.  | „Ni una más”                | Vega                                                     | 3:32  |
| 4.  | „Perdóname”                 | Vanesa Martín                                            | 3:48  |
| 5.  | „Si tú me abrazas”          | Daniel Oriza, David Santisteban, Gonzalo Hermida         | 3:45  |
| 6.  | „Será mejor”                | Diego Cantero                                            | 4:11  |
| 7.  | „Contigo”                   | Alejandro Martínez                                       | 3:43  |
| 8.  | „No te atreves a olvidarme” | Carlos Matari, José Abraham, Noelia Sánchez              | 4:03  |
| 9.  | „Ya no siento nada”         | Fran Terrén, Frasco Ridgway, Juanjo Martín, Keru Sánchez | 4:05  |
| 10. | Invencible”                 | Tony Sánchez-Ohlsson, Jonas Thander, Charlie Mason       | 3:21  |
| 11. | „Estrella”                  | Pastora Soler                                            | 3:43  |
|     |                             | Całkowita długość:                                       | 41:28 |

## Pozycja na liście sprzedaży
| Kraj      | Lista sprzedaży (2017) | Najwyższa pozycja |
| --------- | ---------------------- | ----------------- |
| Hiszpania | PROMUSICAE             | 1                 |